# شورای اسلامی شهر شیراز
شورای اسلامی شهر شیراز، شورایی مرکب از ۱۳ تن است که با رأی مستقیم مردم شهر شیراز، انتخاب می‌گردند. این نهاد وظیفه تصمیم‌گیری در مورد امور مربوط به شهرداری شیراز را داراست.

## پیشینه
پس از انقلاب و به دنبال روی کار آمدن دولت اصلاح‌طلب سید محمد خاتمی مقدمات انتخابات شوراهای اسلامی فراهم شد و در ۱۷ اسفند سال ۱۳۷۷ اولین دوره انتخابات سراسری شوراهای اسلامی کشور برگزار شد و نخستین دوره شورای اسلامی شهر شیراز در تاریخ ۹ اردیبهشت ۱۳۷۸ شروع به کار کرد.

## اعضای شورا به تفکیک دوره

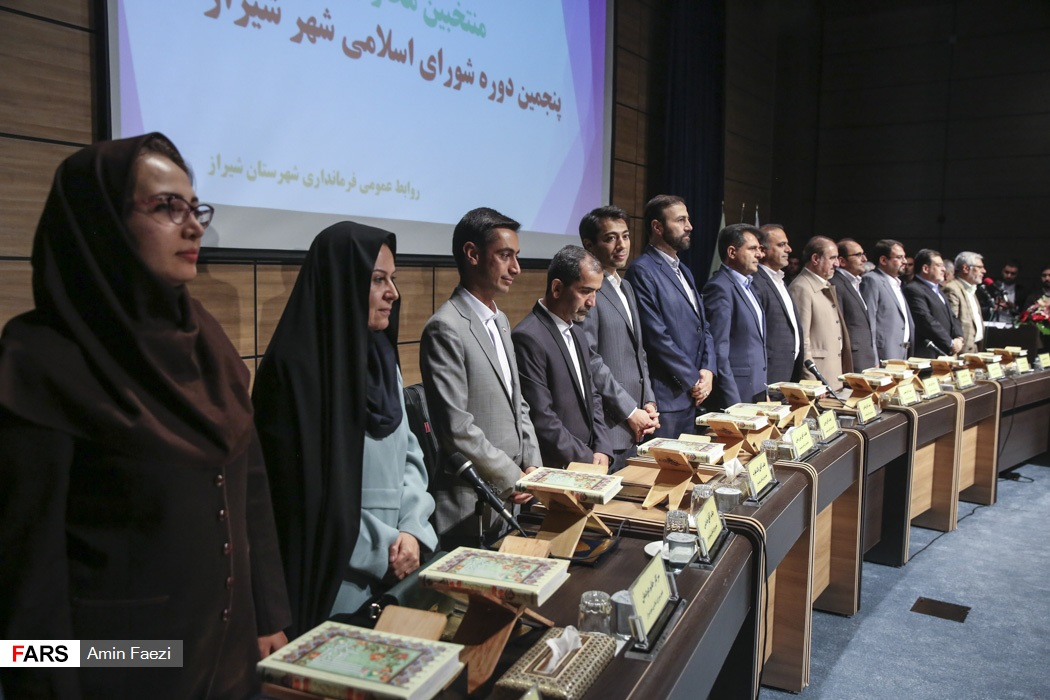
اعضای دوره پنجم

### دوره پنجم
انتخابات دوره پنجم شورای اسلامی شهر شیراز با حضور ۵۵۳ نامزد در ۱۹ اردیبهشت ۱۳۹۶ همزمان با دیگر شهرهای ایران برگزار شد که سید احمدرضا  دستغیب فرزند فخرالدین توانست بیشترین رای را کسب کند. او توانست ۱۲ کرسی از ۱۳ کرسی این شورا را کسب کند.
| ردیف | نام و نام خانوادگی  | ائتلاف و گرایش سیاسی   | نوع حضور                                   | تعداد رای |
| ---- | ------------------- | ---------------------- | ------------------------------------------ | --------- |
| ۱    | سید احمدرضا دستغیب  | لیست امید - اصلاح‌طلبان | اصلی                                       | ۱۰۱۶۰۹    |
| ۲    | لیلا دودمان         | لیست امید - اصلاح‌طلبان | اصلی                                       | ۹۰۶۲۴     |
| ۳    | سید عبدالرزاق موسوی | لیست امید - اصلاح‌طلبان | اصلی                                       | ۷۸۶۴۸     |
| ۴    | نوذر امامی          | لیست امید - اصلاح‌طلبان | اصلی                                       | ۷۸۱۶۰     |
| ۵    | سیروس پاک‌فطرت       | لیست امید - اصلاح‌طلبان | اصلی - استعفا به دلیل کاندید شدن برای مجلس | ۷۵۸۰۸     |
| ۶    | سولماز دهقان        | لیست امید - اصلاح‌طلبان | اصلی                                       | ۷۲۰۶۵     |
| ۷    | ابراهیم صبوری       | لیست امید - اصلاح‌طلبان | اصلی                                       | ۶۸۱۲۵     |
| ۸    | نواب قائدی          | لیست امید - اصلاح‌طلبان | اصلی                                       | ۶۶۹۲۲     |
| ۹    | علی ناصری           | لیست امید - اصلاح‌طلبان | اصلی                                       | ۶۴۸۳۵     |
| ۱۰   | قاسم مقیمی          | لیست امید - اصلاح‌طلبان | اصلی                                       | ۶۲۸۶۷     |
| ۱۱   | سینا بنی زمانی      | لیست امید - اصلاح‌طلبان | اصلی                                       | ۶۲۷۳۴     |
| ۱۲   | احمد تنوری          | لیست امید - اصلاح‌طلبان | اصلی                                       | ۶۱۸۱۳     |
| ۱۳   | مهدی حاجتی          | لیست امید - اصلاح‌طلبان | اصلی - حذف با حکم قضایی                    | ۵۹۴۹۸     |
| ۱۴   | سعید نظری           | لیست امید - اصلاح‌طلبان | علی البدل تبدیل شده به اصلی                | ۵۵۲۴۵     |
| ۱۵   | علی راستگو          | ائتلاف اصولگرایان      | علی البدل                                  | ۴۳۷۳۹     |
| ۱۶   | محمد تقی تذروی      | ائتلاف اصولگرایان      | علی البدل تبدیل شده به اصلی                | ۴۱۵۶۶     |
| ۱۷   | سید کمال پاک‌فطرت    | ائتلاف اصولگرایان      | علی البدل                                  | ۴۱۲۸۹     |
| ۱۸   | محمدرضا هاجری       | ائتلاف اصولگرایان      | علی البدل                                  | ۳۸۸۶۲     |
| ۱۹   | رضا محمدیان         | ائتلاف اصولگرایان      | علی البدل                                  | ۳۴۶۰۶     |
| ۲۰   | زهرا یقطین          | ائتلاف اصولگرایان      | علی البدل                                  | ۳۳۹۲۶     |

### دوره چهارم
دوره چهارم شورای شهر شیراز دارای بیست و یک عضو زیر بوده‌است:
سید احسان اصنافی، محمد تقی تذروی، محمد حق نگر، علی راستگو، ابراهیم شعرا، رضا محمدیان، احمدرضا نقیب زاده، عباس افراسیابی کشکولی، غلامعلی ترابی، سید محمدکاظم دستغیب، بیژن زارعی، محمودرضا طالبان، مظفر مختاری، محمدرضا هاجری، سید کمال پاک فطرت، غلام مهدی حقدل، سید محمدرضا دیهیمی، سعید سیف، زین العابدین عرب، سید محسن معین، زهرا یقطین و بهرام پارسایی

### دوره سوم
دوره سوم شورای شهر شیراز دارای یازده عضو زیر بوده‌است:
محمد حق نگر، محمد خانی، سید محمدکاظم دستغیب، معصومه زارع، شبیر زارع خفری، علی زحمت کش، زین العابدین عرب، سید محسن معین، مظفر مختاری، سید عبدالرسول میری،
احمدرضا نقیب زاده.

### دوره دوم
دوره دوم شورای شهر شیراز دارای یازده عضو زیر بوده‌است:
محمد رضا بذرگر، سیروس پاک فطرت، محمود پاکشیر، بهزاد حاجات نیا، غلام مهدی حقدل، مهدی خانی، جلیل خیرات، زین العابدین عرب، سید عبدالرسول میری، احمدرضا نقیب زاده، شاهرخ عطایی کشکولی.

### دوره اول
دوره اول شورای شهر شیراز دارای یازده عضو زیر بوده‌است:
رحیم اوجی، مهران اعتمادی، حمید بیانک، سید مرتضی دستغیب، مریم ذاکری نیا، محمدجواد زیبایی نژاد، محمدمهدی شهامت منش، سوسن فولادفر، محمد رضا مغاره، حبیب اله مصطفوی، علی مویدی